# Rukia
Rukia es un género de aves paseriformes perteneciente a la familia Zosteropidae. Sus dos miembros son endémicos de los Estados Federados de Micronesia, uno de la isla de Ponapé y el otro de las islas Faichuk.

## Especies
Se reconocen las siguientes especies:
- Rukia longirostra (Taka-Tsukasa & Yamashina, 1931) - anteojitos piquilargo;
- Rukia ruki (Hartert, 1897) - anteojitos de la Truk.

El anteojitos de Yap tradicionalmente se clasificaba en este género, pero en la actualidad se clasifica en el género Zosterops.